# To Heart
To Heart és un anime i manga japonès basat en el videojoc hentai del mateix nom. Té 13 episodis i s'estrenà en l'abril de 1999. Està basat en les situacions típiques de secundària. Els protagonistes són Akari Kamigishi i Hiroyuki Fujita. Són amics de la infància i amb el temps s'enamoren. La tecnologia es mostra molt avançada i això es veu en veure als robots Multi, Serio i Feel.
Fou molt exitosa i es deu un videojoc i seqüeles. To Heart remember my memories i ToHeart2 que no va tenir una gran acollida. El videojoc Tokidoki Memorial està basat en ell.

Curiosament, sembla que ToHeart ocorre anys després dels esdeveniments de Shizuku altre videojoc hentai. Doncs en To Heart remember my memories s'esmenta a dos personatges: Yuusuke Nanase i Mizuho Aihara de manera indirecta.

## ToHeart
La història de "To Heart" està constituïda per 13 episodis i se centra majorment en la quotidianitat on els protagonistes són Akari i Hiroyuki en el transcurs de les seves vides ells a poc a poc s'enamoren, tots dos compten amb bons amics que són Masashi, Shiho, Lemmy i Tomoko però que més endavant coneixen a noves persones que per algun i altre motiu es fan amics que són Multi, Ayaka, Rio, Kotone, Aoi i Serika. Multi es caracteritza per ser un Robot amb sentiments i que a poc a poc també agarra afecte amb Hiroyuki.

## ToHeart ~remember my memories~
"ToHeart ~remember my memories~" té 13 episodis i la història se centra un any després de "ToHeart" i ací tots estan a punt d'acabar la preparatòria. La història es fa més important perquè parla més sobre els protagonistes, Akari, Multi i Hiroyuki. Als començaments de la sèrie Multi perd els seus records i això farà que Hiroyuki passi més temps amb Multi, a causa d'això, Akari entrés en un estat de gelosia on es veurà forçada a declarar-li els seus sentiments a Hiroyuki però aquest queda confós per tal moment que acaben en discòrdia. Multi en veure això caurà en un estat de depressió i el seu sistema es veurà greument afectat. Quan els circuits de Multi estan a punt d'apagar-se els seus amics desitgen ajudar-la però ella decideix que aquesta bé així i que no li facin cap mena de manteniment, pocs minuts després els circuits de Multi finalment s'apaguen. Passen alguns anys on Akari i Hiroyuki ja són adults i com empleats d'una empresa Robotica perquè després de tants anys, donin vida altra vegada a Multi.

## ToHeart 2
Es desenvolupa dos anys després que Akari i Hiroyuki es graduessin de la preparatòria, centrant-se en la relació existent entre altra parella d'amics que tot just està iniciant curs, Konomi Yuzuhara i Takaki Kono i intercalant la seva història amb la dels seus companys i amics d'institut, entre elles, les bessones Himeyuri, que ja feren aparició en ToHeart ~remember my memories~.
ToHeart 2 té 13 episodis i amb 3 OVAs, l'últim d'ells, aparegut el 28 de setembre de 2008.

## ToHeart 2 AD
ToHeart 2 After Days, són dos OVA's aparegudes en Japó (26 de març i 8 d'agost respectivament) en el 2008 i que es troben basades en la novel·la visual del mateix nom. S'espera també una pròxima continuació de la sèrie amb les OVA's ToHeart 2 AD Plus, de data encara desconeguda.